# Recoaro Terme
Recoaro Terme (deutsch veraltet: Rechenwehr oder Reichswehr) ist eine nordostitalienische Gemeinde (comune) in der Provinz Vicenza in Venetien. Die Gemeinde liegt etwa 30 Kilometer nordwestlich von Vicenza und grenzt unmittelbar an die Provinzen Trient und Verona. Recoaro liegt in den Ausläufern der kleinen Dolomiten am Gebirgsfluss Agno. Die Quellen werden hier zur Hydrotherapie eingesetzt.

## Geschichte
1262 wird der Ortsteil Rovegliana nachgewiesen. Seit dem 18. Jahrhundert ist die Gemeinde touristisch erschlossen (Friedrich Nietzsche soll hier für sein Werk Also sprach Zarathustra inspiriert worden sein).  Seit 1934 führt die Gemeinde auch den Namensbestandteil Terme. Im Zweiten Weltkrieg diente der Ort als Quartier und Kommandostützpunkt der Heeresgruppe C.
In Recoaro begannen am 22. April 1945 geheime Verhandlungen mit dem Ziel einer Kapitulation der Heeresgruppe C (Operation Sunrise).

## Gemeindepartnerschaften
Recoaro Terme unterhält Partnerschaften mit der bayerischen Stadt Neustadt an der Donau (Deutschland) und mit der argentinischen Gemeinde Colonia Carolina im Departamento Goya.

## Söhne und Töchter
- Costantino Cristiano Luna Pianegonda (1910–1997), katholischer Ordensgeistlicher, Bischof von Zacapa in Guatemala
- Gino Soldà (1907–1989), Bergsteiger
- Daniele Orsato (* 1975), Fußball-Schiedsrichter